# Nacionalbolchevismo en Alemania
El nacionalbolchevismo alemán  fue un movimiento social del nacionalismo alemán durante la República de Weimar. Los miembros de este movimiento defendieron un acercamiento entre la Unión Soviética y Alemania y entre la dictadura del proletariado y el militarismo alemán. Simpatizaron con los soviéticos, en contraste con el "liberalismo y la degeneración del mundo anglosajón".
Entre los líderes de los nacionalbolcheviques alemanes destacan: Ernst Niekisch, Karl Otto Paetel, Werner Lass, Paul Elzbacher, Hans von Hentig, Friedrich Lenz, Bodo Uze, Beppo Remer, Hartmut Plaas, Karl Treger y Kryufgan.
Los adherentes a esta doctrina, intentaron reconciliar ideas típicas de la revolución conservadora alemana, como los escritos de Arthur Moeller van den Bruck y Oswald Spengler, y de "neoconservadores" como Ernst Jünger, von Zalomon y Friedrich Hilscher.
Todas estas fuerzas se opusieron a la civilización occidental, descrita como una asociación entre liberalismo, humanismo y democracia.
A diferencia de Spengler (y más tarde Goebbels) que describió el socialismo como una herencia prusiana y el marxismo como una "trampa judía" para distraer al proletariado de su deber para con la nación alemana, los "revolucionarios nacionales" atribuyeron los aspectos negativos del socialismo a León Trotski, pero no a Lenin y Stalin. Eran personas que valoraban la experiencia soviética de los primeros cinco años de la Revolución Rusa y la centralización de la gestión económica.
Posteriormente, muchos de los participantes en el movimiento nacional revolucionario se unieron a los nazis. Otros se opusieron "aristocráticamente" al nazismo, por ejemplo Ernst Jünger. Un tercer sector se unió a los comunistas. Un cuarto sector se unió a los nacionalbolcheviques.
La idea de la autosuficiencia económica fue popular y fue vívidamente defendida en el libro Das Ende des Kapitalimus de Ferdinand Fried.
A. Kukhof, miembro del círculo que se organizó en torno a la revista nacional revolucionaria Di Tat, escribió que "La única forma de cambiar la condición social y política prevaleciente en Alemania es la violencia de masas, el camino de Lenin y no el camino de la Internacional Comunista".
Los nacionales revolucionarios alemanes, en la tradición ruso-prusiana, se aferraron a la idea de un "nacionalismo proletario", que dividía a los pueblos en oprimidos y dominantes: "jóvenes" y "viejos". Los jóvenes serían los alemanes, rusos y otros pueblos del "Este", que tendrían "voluntad de lucha".
Los nacionalbolcheviques declararon que la liberación nacional debía lograrse antes que la liberación social, y que solo la clase obrera alemana podría lograr esta tarea. Estas personas llamaron al liberalismo "el sufrimiento moral de los pueblos" y vieron a la URSS como un aliado en la lucha contra la Entente. Sus héroes fueron Federico II de Prusia, Hegel, Carl von Clausewitz y Otto von Bismarck.
Las opiniones de los nacionalistas revolucionarios alemanes coincidieron en gran medida con los programas del movimiento de una parte de los emigrados rusos, como los miembros de Smenovekha y especialmente los euroasiáticos. Después de escindirse de los nacionalistas revolucionarios, los nacionalbolcheviques tomaron la lista de nombres ilustres como Lenin, Stalin y algunos marxistas. Condenaron el "renacimiento" del fascismo y el nacionalsocialismo después de 1930, defendieron la lucha de clases, la dictadura del proletariado, el sistema soviético y el Ejército Rojo en lugar de la Reichswehr.
El postulado básico del nacional bolchevismo no fue inferior en su determinación a las formulaciones favoritas del Partido Nazi. Hicieron hincapié en el papel histórico mundial de la nación oprimida (revolucionaria) en la lucha por construir el nacionalismo totalitario en interés de la futura grandeza nacional de Alemania.
Los bolcheviques nacionales defendieron:
- la fusión del bolchevismo con el prusianismo (en 1919, Oswald Spengler publicó: Prusianismo y socialismo);
- el establecimiento de una "dictadura laboral", donde la organización del trabajo estaría a cargo de los militares;
- nacionalización de los principales medios de producción;
- autosuficiencia;
- economía planificada;
- creación de un fuerte militarismo estado bajo el control del líder del partido y la élite.[3]

## Clasificación en el espectro político
La clasificación del nacional bolchevismo en el espectro político es controvertida.
Según Francisco Thiago Rocha Vasconcelos, el nacional-bolchevismo es una ideología que es difícil de encajar en definiciones más generales de la "izquierda" y la "derecha", que contiene una crítica de Occidente y el cosmopolitismo y proponía un acercamiento entre el nacionalismo y el marxismo.
Según el historiador alemán Klemens von Klemperer:

El nacional-bolchevismo representa un capítulo en las relaciones entre Alemania y Rusia desde la Primera Guerra Mundial. Como política que defiende una orientación oriental hacia Alemania, es un fenómeno intrigante e incluso hoy muy agudo. Para aquellos criados en el espectro de opiniones políticas en términos de derecha e izquierda, siendo la extrema derecha lo opuesto a la extrema izquierda, el nacionalbolchevismo parece una paradoja. Sugiere unir los extremos. Más específicamente, el término representa una aproximación entre el nacionalismo alemán y el comunismo ruso. La historia del nacional-bolchevismo es la historia de dos "extraños camaradas"."

.

## Historia
El 2 de abril de 1919, Paul Eltzbacher (1868-1928), diputado en el Reichstag por el Partido Nacional del Pueblo Alemán (DNVP, Deutschnationale Volkspartei), publicó lo que se considera como la primera presentación de las ideas del nacionalbolchevismo. En ese artículo, Paul Eltzbacher propugnó la combinación de bolchevismo y valores prusianos para la implantación de un sistema soviético en Alemania y la unidad con la Unión Soviética y Hungría para luchar contra la Entente.Elzbacher también defendió la alianza con la Unión Soviética y que se debería liberar a China, India y todo el Oriente de la opresión occidental para construir un nuevo orden mundial, en el que se velara por la preservación de las culturas antiguas que serían destruidas por la "civilización superficial de Inglaterra y América". Asimismo, defendió el "castigo despiadado de los trabajadores holgazanes e indisciplinados".
En ese contexto, sostuvo que el bolchevismo no significa la muerte de la cultura alemana, sino su salvación.
El artículo recibió una amplia respuesta. Otto Gotch, uno de los líderes del DNVP y también destacado historiador y experto en Oriente, también abogó por una estrecha cooperación con la Unión Soviética. El Ministro de Correos, I. Gisberts, declaró que para destruir el sistema de Versalles, era necesario invitar inmediatamente a las tropas soviéticas a Alemania.
Todavía en 1919, Paul Eltzbacher publicó el artículo Der Bolschewismus und die deutsche Zukunft (El bolchevismo y el futuro de Alemania) y abandonó el DNVP después de que el partido condenara su publicación.
También en 1919, Hans von Hentig (1887-1970) publicó el folleto: Einführung in die deutsche Revolution (Introducción a la Revolución Alemana). Dos años más tarde, Henting publicó Deutsche Manifest (Manifiesto alemán), que refinó las ideas del bolchevismo nacional alemán.
En 1922, von Henting se puso en contacto con Heinrich Brandler, el líder del ala nacionalista de los comunistas.

### Heinrich Laufenberg
Posteriormente, las ideas del nacionalbolchevismo fueron adoptadas por un grupo de excomunistas encabezados por Heinrich Laufenberg y Fritz Wolfheim.
Laufenberg era un historiador del movimiento obrero y Wolfheim, su joven asistente. Durante la Primera Guerra Mundial, Laufenberg visitó los Estados Unidos y asistió a una escuela de combate de la organización anarcosindicalista Trabajadores Industriales del Mundo. Ambos eran líderes del ala izquierda del Partido Socialdemócrata Alemán en Hamburgo.
Al comienzo de la Revolución Alemana de 1918-1919, Laufenberg encabezó el Consejo de Trabajadores, Soldados y Marineros de Hamburgo, y junto con Wolfheim participó en la organización del Partido Comunista de Alemania (Kommunistische Partei Deutschlands - KPD).
En 1920, Laufenberg y Wolfheim se unieron al Partido Comunista Obrero de Alemania (Kommunistische Arbeiterpartei Deutschlands - KAPD), una escisión que se situó a la izquierda del KPD y abogó por que los trabajadores alemanes peleen una guerra popular para crear una república comunista soviética. Estos individuos se refirieron a las "fuerzas patrióticas" como estratos nacionalistas de la burguesía, incluidos los más "reaccionarios".
Sin embargo, en poco tiempo, ambos fueron expulsados del KAPD y, tres meses después, fundaron la "Unión de Comunistas", junto con F. Wendel, quien adoptó el programa económico en el sentido de una "economía socializada", un concepto elaborado por Silvio Geisel, que había participado anteriormente en la República Soviética de Baviera. Poco a poco, parte de los nazis de izquierda y los nacionalbolcheviques se unieron a la Unión de Comunistas.
También en 1920, Laufenberg y Wolfheim comenzaron a formar la Freie Gesellschaft zum Studium des deutschen Kommunismus (Sociedad Libre para el Estudio del Comunismo Alemán) que reunió a oficiales que sirvieron en las unidades coloniales del General Lettov-Vorbek. Entre los partidarios de este grupo se encontraban personalidades como Müller van den Broek y Ernst zu Reventlov, uno de los líderes del movimiento nazi de izquierda en la República de Weimar.
A este grupo se unieron varios académicos y muchos ex oficiales, la mayoría de la generación más joven. En agosto de 1920, F. Kryufgans, miembro del grupo, publicó un folleto de amplia circulación sobre el comunismo como una necesidad nacional para Alemania.
Entre 1920 y 1921, las ideas nacionalbolcheviques se difundieron entre los comunistas bávaros.

### Ocupación del Ruhr
El primer pico de influencia de las ideas nacional-bolcheviques se manifestó durante la ocupación del Ruhr por parte de las fuerzas franco-belgas (1923-1925), que generó desempleo, hambruna y anarquía. En ese contexto, el KPD adoptó una política de alianza con los nacionalistas alemanes, formulada por Karl Radek.
El 20 de junio de 1923, Karl Radek pronunció un discurso dedicado a la memoria de Albert Leo Schlageter, miembro del Partido Nacionalsocialista Obrero Alemán (NSDAP) ejecutado por los franceses, el 16 de mayo de 1923, y que se convirtió en mártir para los alemanes de la época. En este contexto, Radek abogó por una alianza entre comunistas y fascistas contra la "Entente Capitalista".
Este discurso fue publicado y tuvo un gran impacto en Alemania y dio lugar a muchas convergencias y debates entre intelectuales alemanes de extrema derecha y líderes comunistas.

### Otros hechos
En 1927, grupos revolucionarios nacionales saludaron la fundación de la "Liga Contra el Imperialismo".
En 1931, Ernst Jünger escribió el ensayo "Total Mobilization", en el que sostenía que "por primera vez los planes quinquenales soviéticos mostraban al mundo la posibilidad de unir y dirigir todos los esfuerzos de una gran potencia en un solo canal".
Durante la década de 1920, los nacionalbolcheviques se organizaron en torno a publicaciones como Di Tat, Komenden o Formarch.
A principios de la década de 1930 el Nacional Bolchevismo se fortaleció a raíz de la crisis económica mundial iniciada en 1929; de esta manera comenzaron a organizarse en torno a publicaciones como Umtürz, dirigida por Werner Lassa; Der Opponent, dirigida por de Harro Schulz-Boyzen; Sozialistische Nation, dirigida por Karl-Otto Petel; y Vorkämpfer, mecanografiado por Hans Ebeling.
En total, estas organizaciones llegaron a reunir a unas 10.000 personas.
Además, los nacionalbolcheviques ejercieron una influencia considerable en organizaciones como el Deutsche Sozialistische Kampfbewegung (Movimiento de Combate Socialista Alemán), dirigido por Gotthard Schild; Mladoprusky Union (Unión Mladoprusky), dirigida por Jupp Hoven"; y la Deutsche Sozialistische Arbeiter und Bauernunion (Unión Socialista Obrera y Campesina Alemana), dirigida por Karl Baade.
Con la represión desatada tras el Incendio del Reichstag (27 de febrero de 1933) el movimiento nacional-bolchevique en Alemania fue rápidamente eliminado.

## Líderes

### Ernst Niekisch
Ernst Niekisch (1889-1967), fue un importante partidario del nacional-bolchevismo, quien, siendo todavía miembro del Partido Socialdemócrata de Alemania (SPD), era partidario de una versión "antioccidental" del socialismo. Tras su salida del SPD el 22 de julio de 1926, se unió al Alte Sozialdemokratische Partei Deutschlands (Antiguo Partido Socialdemócrata de Alemania - ASPD). Como miembro del partido, fue durante un tiempo editor del diario Volksstaat.
Todavía en 1926, comenzó a publicar la revista Blätter für sozialistische und nationalrevolutionäre Politik (Hojas para la política socialista y nacional-revolucionaria), que, en 1928, pasó a ser conocida como Zeitschrift für nationalrevolutionäre Politik, contando con colaboradores como Ernst Jünger, Friedrich Georg Jünger (hermano de Ernst), Friedrich Georg Jiinger, Gustav Sondermann, Roderich von Bistram, Otto Petras, Ernst von Salomon y A. Paul Weber (ilustrador). Pa revista circuló hasta su prohibición en 1934.
Tras su salida del SPD, fundó el Movimiento de Resistencia Nacional-Bolchevique que tenía como eslogan "Esparta-Postdam-Moscú" - en el sentido de la construcción de una unificación territorial de Alemania vinculada a Rusia, y también, en mención a la herencia del espíritu de Esparta como ética y disciplina de combate – y cuyo emblema consistía en un águila prusiana con espada, martillo y hoz. Como oponente del nacionalsocialismo de Hitler, Niekisch sería encarcelado por el régimen nazi.
Simpatizaba con el comunismo soviético, al tiempo que incorporaba las ideas de Oswald Spengler sobre La decadencia de Occidente y Ernst Jünger sobre el neonacionalismo militarista/prusiano. Con el paso del tiempo, su pensamiento se acercó a los "revolucionarios conservadores" orientalistas/rusófilos y estuvo a favor de una nueva "pan-religiosidad" no dogmática; una nueva forma de vida integral; un nuevo "socialismo popular".
De esta manera, se convirtió en el “más izquierdista” de los “revolucionarios conservadores”, quienes combinaron en sus pensamientos aspectos de la derecha y la izquierda. Una de sus citas célebres fue: "No somos comunistas, pero para salvar a la nación somos capaces del comunismo".
Defendió un nacionalismo estatista utilizando el marxismo principalmente en el sentido no económico (anticapitalismo) y con fines tácticos, mientras defendía posiciones de derecha como el antisemitismo, pero oponiéndose a Hitler, que en la obra Mein Kampf (Mi lucha) ya había indicado la intención de atacar militarmente al "Este", es decir la Unión Soviética.
Así, en 1932, publicó: Hitler - ein deutsches Verhängnis (Hitler - el destino maligno alemán), en el que criticaba las visiones "occidentalizantes", "burguesas" y "románicas" del hitlerismo. En su opinión, el "Este" socialista ruso era la antítesis del Occidente capitalista burgués al que Hitler estaba subordinado.
En segundo lugar, la política social de Hitler sería equivalente, en el mejor de los casos, a la "tercera vía" de Mussolini y no a las doctrinas socialistas.
A partir de 1930, la relación entre los alemanes de extrema derecha y los nacionalbolcheviques cambió, como el reforzamiento del nacionalsocialismo. En ese contexto, el anticapitalismo radical defendido por los nacionalbolcheviques, haría que esta ideología fuera menos relevante para las clases medias.
De esta forma, a pesar de ser popular entre la juventud y el debate intelectual en torno al "Movimiento de Resistencia a Occidente, el Capitalismo y el Nazismo", el nacional-bolchevismo, "orientado políticamente a la derecha y económicamente a la izquierda", en realidad nunca tuvo gran aceptación.
Además, la negativa de los nacionalbolcheviques a identificarse en el mismo campo que los nazis, los convirtió en enemigos internos del régimen. El "semi-marxismo", el "anti-capitalismo" y el "anti-imperialismo" sostenido por ellos se volvió irreconciliable con las políticas propugnadas por Hitler.
De esta forma, exprimidos entre el germanismo cultural y racial defendido por la “revolución conservadora” y los nazis, a la derecha, y la propuesta internacionalista y marxista del comunismo soviético, a la izquierda, el nacional-bolchevismo tenía cada vez menos espacio para actuar. Políticamente ambiguo, a los ojos de sus aliados potenciales y opuestos al nazismo, el movimiento nunca fue lo suficientemente fuerte, y fue destruido por la represión desatada tras el Incendio del Reichstag el 27 de febrero de 1933.

### Karl Otto Paetel
En 1930, Karl Otto Paetel participó en la creación del Gruppe Sozialrevolutionärer Nationalisten (Grupo de Nacionalistas Socialrevolucionarios - GSRN), que se definía como nacional-bolchevique y como revolucionario y que, por tanto, defendía:
1. el derrocamiento del sistema democrático-capitalista;
2. un nuevo gobierno basado en consejos;
3. la socialización de la industria y la tierra;
4. una alianza militar con la Unión Soviética; y
5. armar a las masas en milicias populares.

Poco después de su creación, se llevó a cabo un debate interno dentro del GSRN para decidir si el grupo apoyaría al Partido Nacionalsocialista Obrero Alemán (NSDAP) o al Partido Comunista de Alemania (KPD), que se resolvió adhiriéndose al nuevo programa del KPD, que adoptó un lenguaje nacionalista en un intento de recuperar los votantes perdidos ante el NSDAP.
El GSRN entendió que la adopción del nuevo programa por parte del KPD habría sido un "giro" en la dirección del nacional-bolchevismo y, por lo tanto, apoyó al KPD durante las elecciones de 1930 y participó en acciones conjuntas con el KPD, a través de la Kampfbund gegen den Faschismus (Liga de Lucha contra el Fascismo).
A pesar de la alianza entre la GSRN y el KPD, las divisiones ideológicas entre los dos grupos se harían más explícitas: para Paetel y sus compañeros, el objetivo final era un estado social-nacionalista alemán soberano, aliado pero independiente de la Unión Soviética y esto era, fundamentalmente, diferente del objetivo final del KPD de un "mundo comunista sin fronteras".
En 1932, comenzó a abogar por la creación de un "Partido Nacional Comunista".
El 30 de enero de 1933 (el día en que Hitler llegó al poder), Paetel publicó el Nationalbolschewistische Manifest (Manifiesto Nacional Bolchevique). En este contexto, muchas de las copias del Manifiesto fueron confiscadas y destruidas y el GSRN fue prohibido después del Incendio del Reichstag el 27 de febrero de 1933.
El objetivo principal de este manifiesto era definir las bases teóricas e históricas del nacionalbolchevismo, diferenciarlo de las tendencias políticas en competencia y también delinear sus objetivos programáticos. De esta manera, se buscó demostrar las diferencias entre el nacionalsocialismo, el nacionalbolchevismo y el socialismo marxista a partir del concepto de un "socialismo alemán", cuya proposición se remonta tanto a los "revolucionarios conservadores" como a las luchas obreras.
El concepto de "socialismo alemán" partió de una reflexión histórica desde las disputas vinculadas a la industrialización y unificación alemana a través de Prusia, pasando por los traumas de la Primera Guerra Mundial y el Tratado de Versalles (1919).
Para diferenciarse del nacionalsocialismo, Paetel adoptó la expresión nationalistische Sozialismus o Nationaler Sozialismus ("socialismo nacionalista") para dejar claro que el socialismo nacionalista que defendía no tenía relación con el Partido Nazi ni con el socialismo marxista y internacionalista (no germánico), defendido por el KPD.
Con respecto al nacionalsocialismo (Partido Nazi), las críticas de Paetel se dirigen inicialmente a la falta de compromiso con la agenda socialista, ya que Hitler no inició la reestructuración económica necesaria, y nacionalista, porque en lugar de actuar para romper inmediatamente con el Tratado de Versalles, Hitler prefirió reflejar el fascismo italiano y adoptar una política "antibolchevique" de "Orden y Paz", lo que hizo útil al nazismo a los intereses del capital financiero, los grandes terratenientes y los militares obsesionados con la restauración feudal ante la amenaza de una revuelta obrera contra el status quo.
Así, según Paetel, la consigna del nazismo se convirtió en: "contra el marxismo", como un medio para eliminar las divisiones de clase en nombre de la unidad del pueblo, y esto contradecía la perspectiva nacional-bolchevique que defendió por tomar el poder "junto a los indigentes o sin techo, a los sin hogar, para crear una patria a través de un cambio radical en la vida social y económica". En otras palabras, los nacional-bolcheviques entendieron que la inspiración en el fascismo fue un error histórico del Partido Nazi, pues resultó en la defensa de un "falso socialismo", por lo que no sería suficiente reformar el Partido Nazi, siendo necesario combatirlo y vencerlo.
Según Paetel, la forma de estado corporativista implementada por el fascismo italiano sería una dictadura camuflada sobre el pueblo trabajador.
Los nacionalbolcheviques también se opusieron al uso del tema racial para el establecimiento de una raza dominante nacida para gobernar y también rechazaron el dogmatismo racial como criterio de política exterior.
Por otro lado, el nacionalcomunismo era "no marxista", aunque defendían la revolución social, la planificación socialista, un gobierno apoyado en consejos obreros, el antifascismo, la lucha de clases y el anticolonialismo. El Manifiesto Nacional Bolchevique reservaba dos capítulos para diferenciar, punto por punto, las diferencias entre el nacionalbolchevismo y el marxismo revolucionario.
Los postulados del nacionalcomunismo alemán divergieron de los supuestos del marxismo revolucionario, pues el primero se destacó por valorar la nación y las formas políticas y culturales tradicionales de los pueblos locales, buscando un diálogo con las particularidades étnico-culturales del “germanismo conservador revolucionario”", que se expresaría principalmente en tres dimensiones:
1. el nacionalismo germánico por motivos religiosos, un neopaganismo, "una nueva religiosidad cósmica centrada en la sangre, el suelo y la raza, enraizada en lo divino sobre la vida mundana";
2. en la recuperación de las tradiciones germánicas de decisión de erigir una forma de democracia basada en los consejos locales, en oposición a la idea de Estado corporativista presente en el fascismo; y
3. la valorización de las tradiciones prusianas de disciplina y sumisión del individuo a la colectividad: "El socialismo transformará a los "ciudadanos" alemanes en apéndices del Estado alemán; las contradicciones entre nación, pueblo y el Estado será abolido por él y reformado en una nueva síntesis".

El nacionalbolchevismo alemán valoró las particularidades nacionales en detrimento de un internacionalismo proletario dirigido por un solo poder (Unión Soviética). A nivel internacional, creía en una alianza entre nacionalcomunistas de diferentes naciones con la preservación de sus autonomías políticas, diferencias culturales y ritmos propios de cada realidad, lejos de la homogeneización y el individualismo de Occidente y acerándolos a las tradiciones orientales en una alianza entre Alemania y la Unión Soviética.
En 1934, Paetel fue incluido en la "lista negra" de traidores al régimen nazi y, en 1935, se refugió en Estados Unidos, donde publicó algunos escritos sobre el nacionalbolchevismo, hasta su muerte, en 1975, en Nueva York.